# آرمان‌شهر بتنی
آرمان‌شهر بتنی (کره‌ای: 콘크리트 유토피아؛ انگلیسی: Concrete Utopia) یک فیلم ژانر فاجعه-دلهره‌آور سال ۲۰۲۳ کره جنوبی با بازی لی بیونگ هون، پارک سو جون و پارک بو یونگ است. این فیلم بر پایه وب‌تون Pleasant Bullying از کیم سونگ نیونگ و دربارهٔ یک زلزله و پیامدهای پس از آن است. آرمان‌شهر بتنی در ۹ اوت ۲۰۲۳ منتشر شد. این فیلم عموماً نقدهای مثبتی از منتقدان دریافت کرد.

## بازیگران

### اصلی
- لی بیونگ هون در نقش یونگ تاک[۱۳][۸]
- پارک سو جون در نقش مین سونگ
- پارک بو یونگ در نقش میونگ هوا
- کیم سون-یونگ در نقش گوم ئه[۱۴]
- پارک جی-هو در نقش هه وون[۱۵]
- کیم دو یون در نقش دو گیون[۱۶][۱۷]

### مکمل
- لی سون هی[۱۸]
- جو این یونگ در نقش کیم پو دک[۱۹]

### حضور ویژه
- اوم ته گو در نقش مرد بی‌خانمان[۲۰]

## تولید

### فیلم‌برداری
تصویربرداری اصلی در ۱۶ آوریل ۲۰۲۱ آغاز شد و در اوت ۲۰۲۱ به پایان رسید.